# Iosefina Ștefănescu-Ugron
 (octobre 2015).
Si vous disposez d'ouvrages ou d'articles de référence ou si vous connaissez des sites web de qualité traitant du thème abordé ici, merci de compléter l'article en donnant les références utiles à sa vérifiabilité et en les liant à la section « Notes et références ».
Iosefina Ștefănescu-Ugron (3 janvier 1932, Covasna Băi, județ de Covasna - octobre 2015) était une joueuse de handball roumaine.

## Carrière
Elle a été capitaine de l'équipe nationale féminine de Roumanie. Elle obtient deux autres titres mondiaux de handball à 11 joueurs, l'un en 1956 et l'autre en 1960.
En 1962, elle a gagné le seul titre mondial de l'histoire du handball féminin roumain à 7 joueurs. La finale s'est jouée au stade de la République face au Danemark avec plus de 15 000 supporters roumains. L'équipe de la Roumanie a remporté la rencontre sur un score de 8-5 (5-2 à la pause). L'équipe féminine de la Roumanie comptait également Victorița Dumitrescu, Constanța Dumitrescu,Edeltraut Franz, Ana Boțan, Irina Hector, Ana Nemetz ou encore Aurora Leonte.